# Stanetinski in Kupetinski potok
Stanetinski in Kupetinski potok este o arie protejată (arie specială de conservare — SAC, sit de importanță comunitară — SCI) din Slovenia întinsă pe o suprafață de 13,18 ha, integral pe uscat.

## Localizare
Centrul sitului Stanetinski in Kupetinski potok este situat la coordonatele 46°33′49″N 16°04′16″E / 46.5635°N 16.071°E.

## Înființare
Situl Stanetinski in Kupetinski potok a fost declarat sit de importanță comunitară în aprilie 2004 pentru a proteja 4 specii de animale. Situl a fost protejat și ca arie specială de conservare în februarie 2012.

## Biodiversitate
Situată în ecoregiunea continentală, aria protejată nu include niciun habitat protejat.
La baza desemnării sitului se află mai multe specii protejate de  pești (4): zvârluga (Cobitis taenia), Eudontomyzon spp., romanogobio albipinnatus (Gobio albipinnatus), țipar (Misgurnus fossilis).